# Народна библиотека Кнежево
Народна библиотека Кнежево представља културну установу на простору општине Кнежево као значајн фактор у култури и образовању на овим просторима. Библиотека се налази у улици Гаврила Принципа б.б. Библиотека је јавна библиотека, уједно и централна библиотека на овим просторима.

## Библиотека данас
С обзиром на чињеницу да је Кнежево једна од мањих општина, носилац културе је поред школских библиотека и Народна билиотека у овом општини. Да би једна библиотека била носилац културе потрбно је посједовати и одређен број наслова које би задовољили потражљу грађана. Библиотечки фонд се повећава на више начина. Поред поклона библиотеци, наслови се набављају и куповином, али ријеђе.
Једна од значајних донација књига је и донација компаније Блиц, која је том приликом купила одређен број школских лектира. Овом донацијом је значајно побољшан број школских лектира, али је и пружила прилику библиотеци  да снадбјева ђаке школском лектиром и пружа прилику да сви ђаци добију једнаку прилику да приступе једнаком начину учења.

## Организација
Основне организационе јединице Библиотеке су:
- Дјечије одјељење
- Одјељење за одрасле